# 馬融 (東漢)

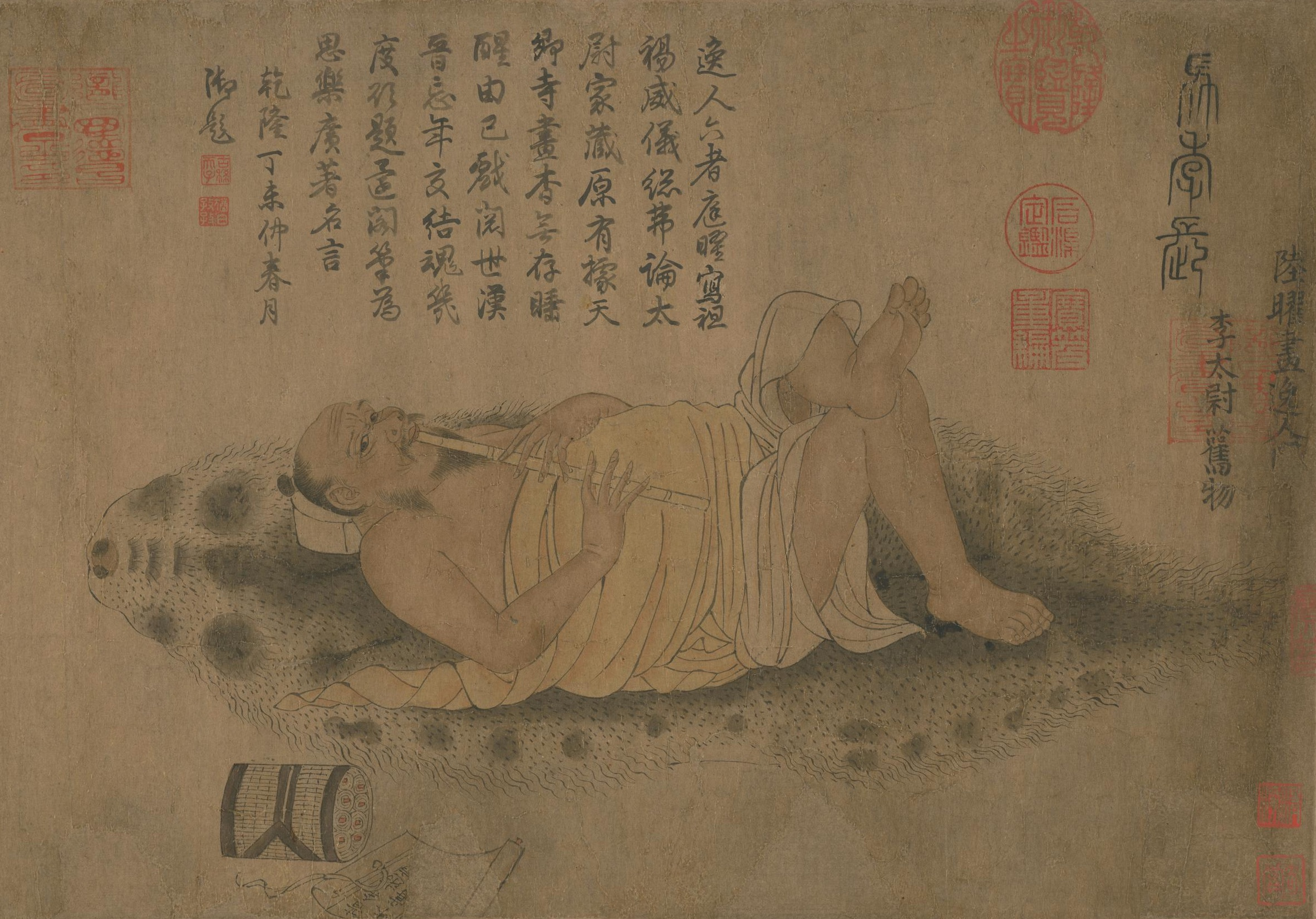
马融坦卧吹箫图（唐陆曜六逸图卷局部）

马融（79年—166年），字季长，右扶风茂陵（今陕西兴平东北）人，东汉经学家。曾宦校书郎、郎中、议郎、武都太守以及南郡太守。伏波將軍馬援的侄孫，将作大匠马严之子。

## 生平
起初，京兆人摯恂隐居在南山，教授儒家学术。马融便跟随他学习，挚恂因惊诧于马融的才学，便把女儿嫁给了他。
永初二年（108年），大将军邓骘听闻马融的名声，便召他来当舍人，马融并未答复，而且搬去凉州的武都、汉阳一带居住。当时正值西羌贼虏蜂拥而起，导致粮价猛涨，路边随处可见饿死的人。马融因饥饿难耐，又不想早早死去，便去接受了邓骘之聘。
永初四年(110年)，马融任命校书郎中，到东观去校理宫禁秘书。这时邓太后执掌朝政，邓骘兄弟辅佐朝政。朝廷废除了狩猎之礼，废除讲习战阵之法，贼寇趁着这时肆无忌惮。马融认为文武之道，没有一样可以废弃，便于元初四年（117年）献上《广成颂》作为讽刺。
颂文呈上以后，得罪邓太后，以至于马融一直待在东观，十年没有得到升迁。随后马融借着长兄之子去世自我弹劾，回到家中。邓太后认为马融对朝廷的授职感到屈辱，于是下令他不许再做官。
邓太后去世后，汉安帝亲自管理朝政，并且召回马融，让他在讲堂讲论经义。后来派他去河间王那里担任厩长史。当时安帝东巡岱宗，马融呈上《东巡颂》，安帝对此感到十分惊异，便任命他为郎中。到了北乡侯当皇帝时，马融称病辞去郎中的职务，并担任郡功曹。
阳嘉二年（133年），汉順帝下诏书推举敦厚朴素的人。城门校尉岑起举荐马融。順帝便征召马融到公车，回答順帝所设的试题，被授予议郎。大将军梁商举荐他担任从事中郎，后改任武都太守。当时正值西羌叛乱，征西将军马贤同护羌校尉胡畴受命征讨西羌，却长时间滞留不前。
马融知马贤定会失败，便上书要求效力，说马贤处处滞留，错过时机，同时他还担心马贤中声东击西之计，又怕出现将领、士兵溃败叛变的情况。如果能将关东的五千士卒编入他的麾下，他将身先士卒，一月之内必败羌人。但朝廷并未采纳。他又上书说：“彗星在参宿、毕宿出现，预示着并州附近将会有战争。西方的戎和北方的狄恐怕将会起兵，最好多加防备。”不久，陇西的羌人反叛，乌桓入侵上郡，和马融说的基本一样。
马融后为從事中郎，在建和元年（147年），替大将军梁冀写章诬陷前太尉李固致死。或说马融作此章是因为与李固的经学观点不同，外戚与士人的身份对立和自身的媚权求贵。也有说此事是在永嘉元年（145年），被李固免官者诬奏李固之时，且李固之死与马融无关。
经过三次升迁，桓帝在位时马融担任南郡太守。在此之前，马融做了违背梁冀意愿的事情，梁冀便上告马融在南郡贪污。马融便被免去官职，剃发流放至朔方。流放期间，马融曾自杀未遂，后被赦免回京，再次被任为议郎。不久之后，他便再次因病辞去职务。
延熹九年，马融在家中去世。

## 文学
马融年少好学，精通经学。他编辑注释了《周易》、《尚书》、《毛诗》、《论语》、《孝经》等，并著有《三传异同说》。除注经书外，他还注释了《老子》、《淮南子》、《离骚》、《列女传》等书籍。他有千余学生，比如著名的學者郑玄、盧植，就是他的门生。但是，鄭玄只在畢業時見過馬融一面。馬融頗好美色、音樂，講學時，前列為男學生，後列美女、歌妓，中間用絳色絲帳相隔，馬融“常坐高堂，施絳紗帳”，人稱“絳帳教授”。柳亞子《四月十六夜徐老特立羔訪奉呈一首》：“馬融絳帳多英傑，屈子離騷未寂寞。”

馬融的著作大致均佚。清马国翰的《玉函山房辑佚书》和黄奭的《汉学堂丛书》里面有所摘录。另外，明张溥辑撰有《马季长集》。

## 家庭
- 子馬強[9]
- 女馬倫，袁隗妻
- 女馬芝
- 侄女婿趙岐，娶馬融兄女
- 族孫馬日磾

## 评价
范晔《后汉书》中这样评价道：
|  | 马融辞命邓氏，逡巡陇汉之闲，将有意于居贞乎？既而羞曲士之节，惜不赀之躯，终以奢乐恣性，党附成讥，固知识能匡欲者鲜矣。夫事苦，则矜全之情薄；生厚，故安存之虑深。登高不惧者，胥靡之人也；坐不垂堂者，千金之子也。原其大略，归于所安而已矣。物我异观，亦更相笑也。 |

同为经学家的赵岐也曾这样评价他：“马季长虽有名当世，而不持士节，三辅高士未曾以衣裾襒其门也。”
颜之推：“然而自古文人，多陷轻薄：。。。；马季长佞媚获诮；。。。”（《颜氏家训》）

## 延伸阅读
[在维基数据编辑]
 在维基文库阅读此作者作品
 《後漢書·卷60上》，出自范晔《後漢書》
 《東觀漢記》